# Kanton Bonnat
Kanton Bonnat (francouzsky Canton de Bonnat) je francouzský kanton v departementu Creuse v regionu Limousin. Tvoří ho 13 obcí.

## Obce kantonu
- Bonnat
- Le Bourg-d'Hem
- Chambon-Sainte-Croix
- Champsanglard
- Chéniers
- La Forêt-du-Temple
- Linard
- Lourdoueix-Saint-Pierre
- Malval
- Méasnes
- Mortroux
- Moutier-Malcard
- Nouzerolles